# おもてなしICT協議会
一般社団法人おもてなしICT協議会（おもてなしアイシーティーきょうぎかい）とは、「『2020年に向けた社会全体のICT化推進に関する懇談会』に明示されたアクションプラン」を指針として設立された協議会であり、特に訪日外国人に対する”おもてなし”レベルを高めるために、
1. スピーディで安全/安心な移動の実現
2. コミュニケーション弊害の軽減
3. 施設のエキサイティングな体験
4. 安全でボーダレスなキャッシュレス社会

の実現により、流動性（観光移動・施設稼働・社会参加）を高め、経済の活性化を目的としている。
この実現手段として、企業の枠を超えたパートナーシップを組み、互いの技術や資本を生かしながら、開発・販売・宣伝・物流における共創モデルを構築することを目指しており、理事社員企業にソフトバンク株式会社、富士通株式会社、日本航空株式会社、ソニーイメージングプロダクツ&ソリューションズ株式会社、大日本印刷株式会社、フェリカポケットマーケティング株式会社、キヤノンマーケティングジャパン株式会社、株式会社ブンカ、社員企業に株式会社アイ・ティー・シー、株式会社デジタルワレット、日本電気株式会社、株式会社日立製作所、全日本空輸株式会社、インテル株式会社、凸版印刷株式会社、有限会社Presentz、株式会社高電社、ピープルソフトウェア株式会社、インクリメントP株式会社、株式会社ビズライト・テクノロジー、株式会社アサツーディ・ケイ、イオンクレジットサービス株式会社が参加し、賛助会員に地方自治体や各種団体が参加するなど多様な企業による協議会体制が運用されている。
設立当初は2020年東京オリンピック・パラリンピックにおける訪日外国人の利便性向上に向けた実証実験を進めていた。その後、千葉市における実証、小諸市における実証、軽井沢における実証、山口県での実証、広島市FISEでの実証、会津若松市での実証などが行われた。
また、2018年7月に情報銀行の実証実験をさいたま市、会津若松市、広島県、沖縄県、慶應義塾大学知的環境研究センター、一般社団法人日本アーバンスポーツ支援協議会らが提案し、総務省より受託した。
2016年9月発足。
理事長は西宏章（慶應義塾大学教授）、副理事長は梅本和典（イオンリテール株式会社 特別顧問）。